# كأس ديفيز 1993
كأس ديفيز 1993 (بالألمانية: Davis Cup 1993)‏ هو الموسم 82 من  كأس ديفيز. أقيم خلال الفترة من 26 مارس 1993 وحتى 5 ديسمبر 1993، وفاز فيه منتخب ألمانيا لكأس ديفيز.